# 조선민주주의인민공화국의 교통표지
조선민주주의인민공화국의 교통표지 또는 조선민주주의인민공화국의 도로표식은  조선민주주의인민공화국의 도로에 설치되어 있는 도로표지판과 교통표지판을 말한다.

## 종류
- 주의표식 : 도로상태가 위험하거나 도로 또는 그 부근에 위험물이 있는 경우에 필요한 안전조치를 할 수 있도록 이를 도로사용자에게 알리는 표지.
- 금지표식 : 도로교통의 안전을 위하여 각종 제한ㆍ금지 등의 규제를 하는 경우에 이를 도로사용자에게 알리는 표지.
- 안내표식 : 도로의 통행방법ㆍ통행구분 등 도로교통의 안전을 위하여 필요한 지시를 하는 경우나 시설물을 도로사용자에게 알리는 표지.

## 표식 목록
괄호 부분은 대한민국의 교통표지에 해당하는 부분으로 조선민주주의인민공화국의 교통표지에서는 두음 법칙을 적용하지 않고 순우리말을 사용하기 때문에 교통 표지도 한자어가 되도록 지양되어 있다.

### 주의표식

횡단보도 경고 표시
주민지대경고
차굴경고
차단봉이 없는 철길건늠길경고
기차조심 경고 표시
궤도전차길과의 교차경고
기타 위험 경고

### 금지표식

통행금지
승용차 통행금지
트럭금지
시속 초과금지
시속 초과 금지처제
일체 초과 금지 해제
사람 통행금지
자전거 금지
정차금지
주차금지
길을 양보할것

### 안내표식

건늠길
화살방향운행도로
원형도로
사람만 다니는 도로
나팔울리기
최저속도제한
자전거만 다니는 도로
사람 및 자전거 통행도로
되돌릴수 있는 도로
차선운행방향
고속도로 시작
고속도로 끝
도경계안내
갈럼길안내
헌병시적지 및 헌병전적지안내
려관안내
차굴 안내
주차장안내
택시주차장안내
지하건늠길안내
:속도구간안내.svg

### 해제표식

통행금지
승용차 통행금지
정차금지
주차금지
고속도로 시작
고속도로 끝

## 관련 자료
- 《최신조선지도》 (학우서방, 1999)[1]

## 같이 보기
- 교통표지